# Stéphane Dakowski
Stéphan Daczkowski est un footballeur international français, né le 29 juin 1921 à Provins et mort le 11 juillet 2016 à Nîmes.

## Biographie
Transféré en 1948 du FC Sète au Nîmes Olympique, il devient rapidement l'un des joueurs clés de l'équipe. En 1950, il accompagne la montée du club en 1re division. Le 20 mars 1955 sur la pelouse de Strasbourg, il transforme en but un penalty.
En 1956, après huit saisons passées dans le Gard, il s'engage en faveur du FC Nantes où il termine sa carrière.
International français, il est d'abord appelé en équipe A' avant de jouer deux matches complets en équipe première en 1951 : deux défaites contre l'Écosse puis l'Italie.

## Palmarès
- Championnat de France de 2e division
  - Champion : 1950 avec le Nîmes Olympique
- Coupe Charles Drago
  - Vainqueur : 1956 avec le Nîmes Olympique
- Coupe de France
  - Demi-finaliste : 1950 avec le Nîmes Olympique